# Metro de Bucarest

Mapa del metro de Bucarest

El Metro de Bucarest és un servei de metro que s'estén per tot el terme municipal de Bucarest, la capital de Romania. La xarxa està administrada per la companyia Metrorex, que és un ens administratiu participat per la iniciativa privada i per institucions públiques com l'estat romanès i l'ajuntament de Bucarest.

## Línies

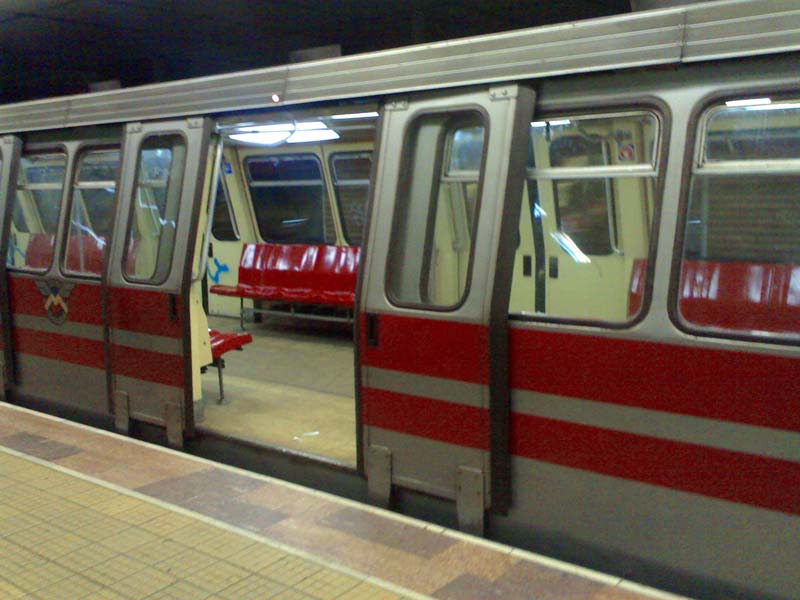
Exterior d'un tren de metro vell

La xarxa està integrada per quatre línies: M1, M2, M3 i M4. En la seva totalitat el sistema té uns 63 km de vies i 45 estacions, amb una distància mitjana entre les mateixes d'1,5 km.
Les quatre línies comencen i finalitzen els seus recorreguts a les següents estacions:
- M1: Pantelimon - Dristor 1 - Gara de Nord - Dristor 2 (inaugurada l'any 1979)
- M2: IMGB - Pipera (Inaugurada l'any 1986)
- M3: Industriilor - Eroilor (Inaugurada l'any 1983)
- M4: Gara de Nord - 1 Mai (Acabada 2000)

## Història
El metro de Bucarest va ser construït per ordres de Nicolae Ceauşescu a partir de la segona meitat de la dècada dels anys setanta, ja que volia ampliar i millorar la comunicació entre els diferents barris de la capital romanesa que s'anaven construint, ja que la capital romanesa va experimentar un espectacular creixement en el temps del dictador, que va manar destruir part de la capital i ordenà construir barris sencers de blocs que havien d'estar ocupats per la població portada a Bucarest des del medi rural per treballar a les fàbriques de la perifèria de la ciutat. Curiosament per molts bucarestencs l'única herència positiva que va deixar Ceauşescu va ser el metro de Bucarest.
El procés de construcció de la xarxa va ser progressiu, ampliant-se contínuament, però amb la caiguda del comunisme (1989) només s'acabaren els projectes en marxa, i s'aturaren aquells projecte que no estaven encetats però si ja projectats (1990). S'hagué d'esperar l'any 2000 perquè s'ampliés el metro de Bucarest de nou i tot les noves estacions projectades, ençà d'aquell any no s'ha ampliat la xarxa. Actualment està prevista l'ampliació de la xarxa de metro amb cinc noves estacions.
La cronologia d'inauguració de la xarxa del metro de Bucarest ha estat la següent:
- 16 de novembre de 1979: M1/M3 El tram comprès entre les estacions Timpuri Noi - Semănătoarea; de 8.63 km i 6 estacions
- 28 de desembre de 1981: M1/M3 El tram comprès entre les estacions Timpuri Noi - Republica; de 10.1 km i 6 estacions
- 19 d'agost de 1983: M1/M3 La línia derivada Eroilor - Industriilor; de 8.63 km i 5 estacions. L'estació Gorjului va ser inaugurada l'any 1991
- 22 de desembre de 1984: M1/M3 El tram comprès entre les estacions Semănătoarea - Crângaşi; de 0.97 km i 1 estació
- 24 de gener de 1986: M2 El tram compres entre les estacions Piaţa Unirii 2 - Depoul I.M.G.B.; de 9.96 km i 8 estacions
- 25 d'octubre de 1987: M2 El tram comprès entre les estacions Piaţa Unirii 2 - Pipera; de 8.72 km i 6 estacions
- 25 de desembre de 1987: M1/M3 El tram comprès entre les estacions Crângaşi - Gara de Nord 1; de 2.83 km i 2 estacions. L'estació Basarab va ser afegida posteriorment
- 17 d'agost de 1989: M1/M3 El tram comprès entre les estacions Gara de Nord 1 - Dristor 2; de 7.8 km i 6 estacions
- 15 de gener de 1990: M1/M3 El tram comprès entre les estacions Republica - Pantelimon; de 1.43 km i 1 estació
- 1 de març de 2000: M4 El tram comprès entre les estacions Gara de Nord 2 - 1 Mai; de 3.6 km i 4 estacions

## Desenvolupament
Des de l'estació de Nicolae Grigorescu (M1 i M3) s'està construint la línia secundària anomenada Línia de Centură, que constarà de les següents estacions:
- 1 desembre 1918
- Policolor
- Línia de Centură

L'ampliació de la línia M4 en direcció nord, a partir de l'estació 1 Mai, serà ampliada amb les següents estacions de Pajura i Laromet.

## Bitllets i abonaments
L'accés al sistema de metro a Bucarest es fa mitjançant la utilització d'una targeta magnètica, que dona dret a l'usuari a un nombre fix de viatges, per un període fix de temps, o per un nombre virtual de desplaçaments sense límits però amb un període limitat 
- Bitllet de 2 viatges - 2 leu
- Bitllet de 10 viatges - 6,50 lei
- Abonament mensual - 20 lei (10 lei per a professors, estudiants i donants de sang; és gratuït pels revolucionaris de la Revolució Romanesa de 1989 i altres categories socials[   Arxivat 2007-03-12 a Wayback Machine. ])
- Abonament per un dia - 3 lei

Els bitllets de metro no es poden utilitzar al sistema de transport RATB, que compren autobús, troleibús o tramvia de Bucarest, per utilitzar aquest sistema s'ha d'adquirir un altre bitllet (un bitllet RATB costa 1,10 lei).

## Horari i freqüència
|             | M1                | M1                 | M2                | M2                 | M3                | M3                 | M4                | M4                 |
|             | dilluns-divendres | dissabte, diumenge | dilluns-divendres | dissabte, diumenge | dilluns-divendres | dissabte, diumenge | dilluns-divendres | dissabte, diumenge |
| 5:00-6:30   | 10 min.           | 12 min.            | 10 min.           | 10 min.            | 10 min.           | 10 min.            | 10 min.           | 10 min.            |
| 6:30-9:00   | 8 min.            | 10 min.            | 9 min.            | 9 min.             | 8 min.            | 10 min.            | 8 min.            | 8 min.             |
| 9:00-14:00  | 10 min.           | 10 min.            | 9 min.            | 9 min.             | 10 min.           | 10 min.            | 8 min.            | 8 min.             |
| 14:00-19:00 | 8 min.            | 10 min.            | 9 min.            | 9 min.             | 8 min.            | 10 min.            | 8 min.            | 8 min.             |
| 19:00-21:30 | 12 min.           | 10 min.            | 9 min.            | 9 min.             | 12 min.           | 10 min.            | 8 min.            | 8 min.             |
| 21:30-23:30 | 12 min.           | 12 min.            | 15 min.           | 15 min.            | 12 min.           | 12 min.            | 12 min.           | 12 min.            |